# 威利斯山
威利斯山（英語：Mount Willis）是南極洲的山峰，位於奧次地，處於查默斯山以南3.7公里，屬於康韋山脈的一部分，美國地質調查局根據測量和美國海軍拍攝的空中照片繪入地圖，現時由南極條約體系管理。